# 앵삼
앵삼(鶯衫)은 조선 시대 생원시나 진사시에 급제했을 시 입었던 황색 예복을 뜻한다. 특별히 급제자에게 옥색의 앵삼이 하사된 경우도 있었으며 어린 사람이 급제 했을 시에는 황색 앵삼을 왕이 하사했다. 앵삼은 겉에 둘러 입는 두루마기의 일종이며 이러한 의미를 되새기고자 고려대학교의 학위복이 앵삼의 모습을 반영한 것으로 바뀐 바 있다. 앵삼은 상류층이 입었던 예복을 넘어 궁중 무용에서는 노란색이나 빨간색 천을 사용해 선을 살리는 의복의 구실도 한다.
일례로 궁중 무용의 한 종류인 연화무는 노란 앵삼을 입고 손에 색동 한삼을 낀 채 연꽃을 들고 추는 화사한 춤이며 춘앵무(春鶯舞)는 독무로서 순조 때 효명
세자가 순종 숙황후의 40세를 경축하기 위하여 꾀꼬리 소리를 본뜨려는 마음으로 지은 무용이어서 큰 화관을 쓰고 앵삼을 입고 그 위에 붉은 혁띠를 둘러 춤을 춘다.